# Onslaught
Onslaught — британская трэш-метал-группа из Бристоля, существовавшая с 1983 по 1991 годы и вновь собравшаяся в 2004 году.

## История группы

### История группы
Группа была сформирована в 1983 году в захолустном городке Вик двумя местными панками – Найджем Рокеттом (гитара) и Стивом Грайсом (ударные). Музыка, которую они исполняли, представляла собой по стилю простенькигилистичный хардкор. Тем не менее, у себя в окрестностях команда пользовалась популярностью, чему способствовали её совместные выступления с "G.B.H.". Поначалу в составе была сильная текучесть, но она немного приостановилась с приходом Джейса Сталларда (бас) и Пола "Мо" Махони (вокал). 
Прошло не так уж много времени и Onslaught сменили свои ориентиры с хардкора на метал. Это можно было почувствовать на дебютном альбоме группы, записанном на лейбле Children of the Revolution в 1984 году. Несмотря на плохую продюсерскую работу, Power from Hell получил восторженные отзывы среди металлической публики.
Следующую пластинку The Force записывали уже на престижном лейбле Music for Nations. На этот раз основную часть альбома занимали трэшевые номера типа "Fight With the Beast" и "Let there be Death" и средне-темповые вещи, такие как "Metal Forces". Изменению стиля способствовала значительная перетасовка состава. На The Force функции вокалиста возложил на себя Сай Килер, Сталлард взял в руки ритм-гитару, ну а Махони досталась освободившаяся бас-гитара. Onslaught с помощью этого диска значительно подняли свою популярность. Раскрутку The Force группа проводила в компании Anthrax. 
Затем Махони покидает группу, и его заменили молодым парнем по имени Джим Хиндер. Группа продолжила концертную деятельность, играя вместе с такими коллективами как Motorhead, Agent Steel и Nuclear Assault. Летом 1987 в составе вновь произошла замена, и место ушедшего Сталларда занял Роб Тротман. Где-то в это же время Onslaught выпустили сингл с кавером группы AC/DC Let there be rock. 
Сессии нового альбома In search of sanity начались в 1988 году под предводительством продюсера Стефана Галфаса, известного по работе с Митом Лоафом и Stryper. Уже на стадии микширования оказалось, что вокал Сая не вписывается в новый материал, и Килера выставили за дверь. Взамен него пригласили другого фронтмена, Стива Гримметта, прославившегося в рядах Grim reaper. Доработанный с его участием альбом ожидал коммерческий успех. In search of sanity хорошо продавался, попал в британский Топ 40, а в метал-чартах дебютировал на второй позиции. 
Последовавшие гастроли также прошли на ура, после чего идиллическую картину нарушил Гримметт. Неожиданно он заявил о своём уходе, а вслед за этим последовал разрыв группы с менеджментом. Onslaught попытались заменить Стива вокалистом Тони О’Хорой, но такой расклад не устроил London Records, и лейбл разорвал с коллективом контракт. 
Оставшиеся не у дел музыканты ещё немного посопротивлялись угрюмому стечению обстоятельств, но все их попытки были тщетны, а надвигающаяся эпоха гранжа поставила точку в истории Onslaught. 
Целых семнадцать лет британские трэшевые ветераны пребывали в забытье, занимаясь насущными делами. Их возрождение в 2005 году на волне всеобщей мании на реюнионы странным не показалось, а после Killing Peace есть все основания признаться: всё это было не зря. 
В 2011 году группа выпустила свой пятый студийный альбом Sounds Of Violence, который является свидетельством того, что команда сильна и способна на многое.

## Дискография

### Студийные альбомы
- Power From Hell (1985)
- The Force (1986)
- In Search of Sanity (1989)
- Killing Peace (2007)
- Sounds Of Violence (2011)
- VI (2013)
- Generation Antichrist (2020)

### Demo
- First Demo (1983)
- Second demo (1983)
- What Lies Ahead (1984)

### EP
- Let There Be Rock (1987)
- Let There Be Rock (Version 2) (1989)
- Welcome To Dying (1989)
- Bomber (2010)
- Drop it (2011)
- Devious (2013)
- Mad as Hell (23 february 2018)
- Your Life (12 may 2018)
- Muy Loco(16 november 2018)
- A Perfect Day To Die (2019)
- Religiousuicide (29 may 2020)
- Bow Down To The Clowns (17 jule 2020)
- Your Body Knows (2022)

### Концертные альбомы
- Live Polish Assault (2007)
- Live Damnation (2009)

## Участники группы

### Текущий состав
- Сай Килер – Вокал (1985–1988, 2005–по наст. вр.)
- Найдж Рокетт – Гитара (1983–1991, 2005–по наст. вр.)
- Джефф Уильямс – Бас (2006–по наст. вр.)
- Энди Россер-Девис – Гитара (2008–по наст. вр.)
- Майкл Хурихан – Ударные (2011–по наст. вр.)

### Сессионные музыканты
- Ли Чемберс – Гитара (2012–по наст. вр.)
- Нил Турбин – Вокал (Thrash Invasion tour 2014)
- Джеймс Перри - ударные (2014-по наст. вр.)

### Бывшие участники
- Стивен Грайс – Ударные (1982–1991, 2005–2011)
- Джейс Поуп – Вокал (1982–1983)
- Пол Хилл – Бас (1982–1983)
- Родж Девис – Вокал (1983–1984)
- Пол Девис – Бас (1983–1984)
- Пол Махоуни – Вокал (1984–1985), Бас (1985–1986)
- Джейс Стеллард – Бас (1984–1985), Гитара (1985–1987)
- Джеймс Хиндер – Бас (1986–1991, 2005–2006)
- Роб Тротман – Гитара (1987–1991)
- Стив Гримметт – Вокал (1988–1990)
- Тони О’Хора – Вокал (1990–1991)
- Алан Джордан – Гитара (2005–2008)